# Médard Albrand
Pour les articles homonymes, voir Albrand.
Médard Albrand, né le 8 juin 1898 à Petit-Canal, en Guadeloupe, et mort le 26 juillet 1981 dans le 10e arrondissement de Paris, est un homme politique français.

## Biographie
Médard Albrand fut l'un des principaux artisans de l'élection frauduleuse de Maurice Satineau aux élections législatives de 1936 en attribuant à Satineau, pour l'ensemble de la commune de Petit-Canal, 903 voix (99,7 %) contre 3 (0,3 %) à son adversaire. La même technique appliquée par d'autres maires à Petit-Bourg (99,9 %), Baie-Mahault (92,8 %) et Sainte-Anne (tenue par Satineau et son lieutenant Raslas-Séjor), permit à Satineau d'être proclamé député alors qu'il avait été battu dans toutes les autres communes de l'arrondissement.

## Distinctions

### Décorations
- Officier de la Légion d'honneur[Quand ?]
- Commandeur de l'Ordre national du Mérite
- Officier de l'ordre des Palmes académiques
- Chevalier de l'Étoile noire